# Mercedes-Benz V 295
Der Mercedes-Benz EQE (interne Bezeichnung: V 295) ist ein batterieelektrisch angetriebenes Fahrzeug der oberen Mittelklasse der Mercedes-Benz Group.

## Hintergrund
Die Abmessungen ähneln der aktuellen CLS-Klasse der Baureihe 257, der EQE wird aber der Submarke Mercedes-Benz EQ zugeordnet. Der EQE ist das elektrische Pendant zur Mercedes-Benz E-Klasse. Erstmals vorgestellt wurde das Fahrzeug am 5. September 2021 im Rahmen der Internationalen Automobil-Ausstellung in München. Der Marktstart erfolgte Mitte 2022. Als Mercedes-AMG wurde die Baureihe im Februar 2022 präsentiert.
Der am 16. Oktober 2022 vorgestellte EQE SUV nutzt die gleiche technische Basis.

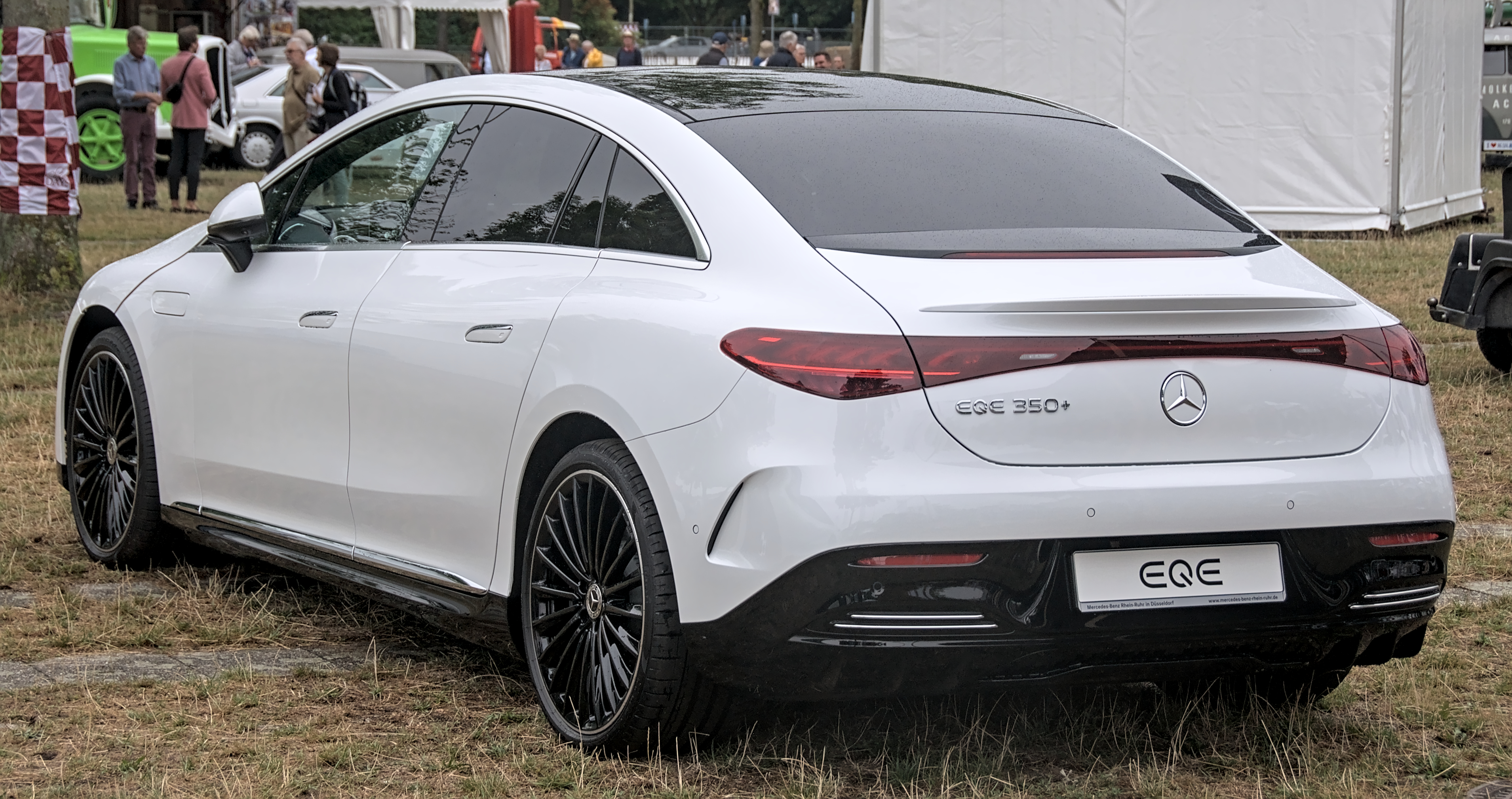
Heckansicht
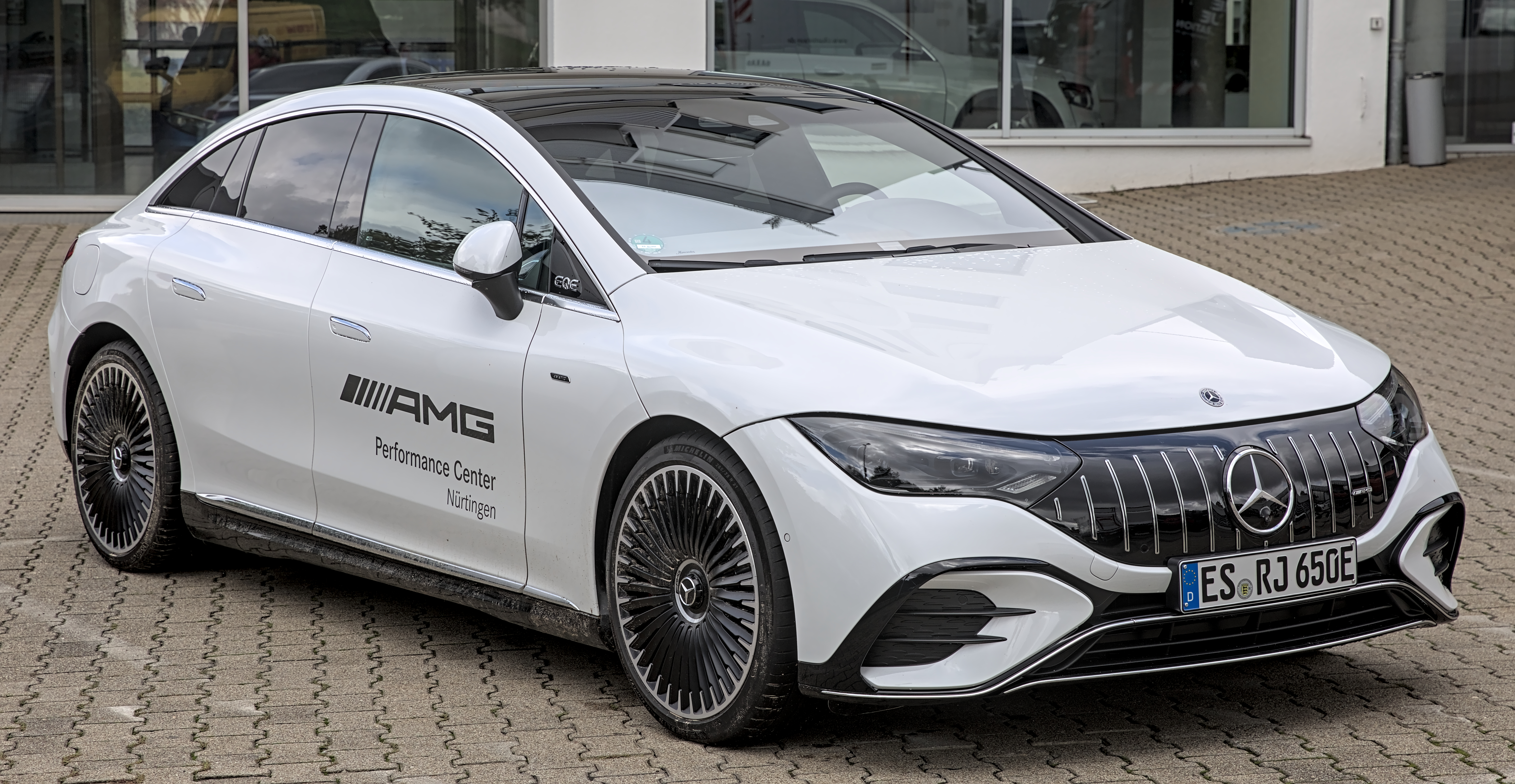
Mercedes-AMG EQE 43 (2022–2025)
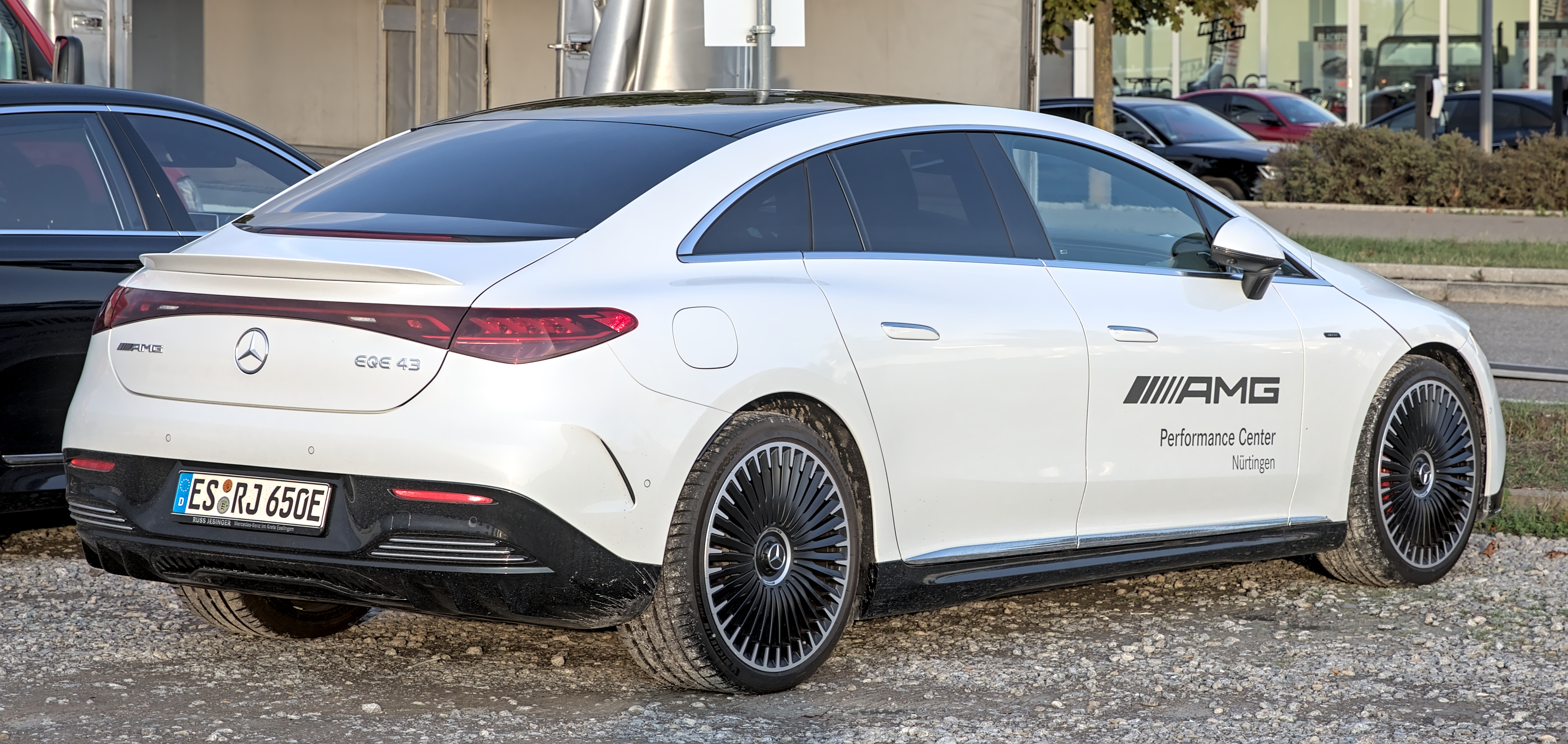
Heckansicht
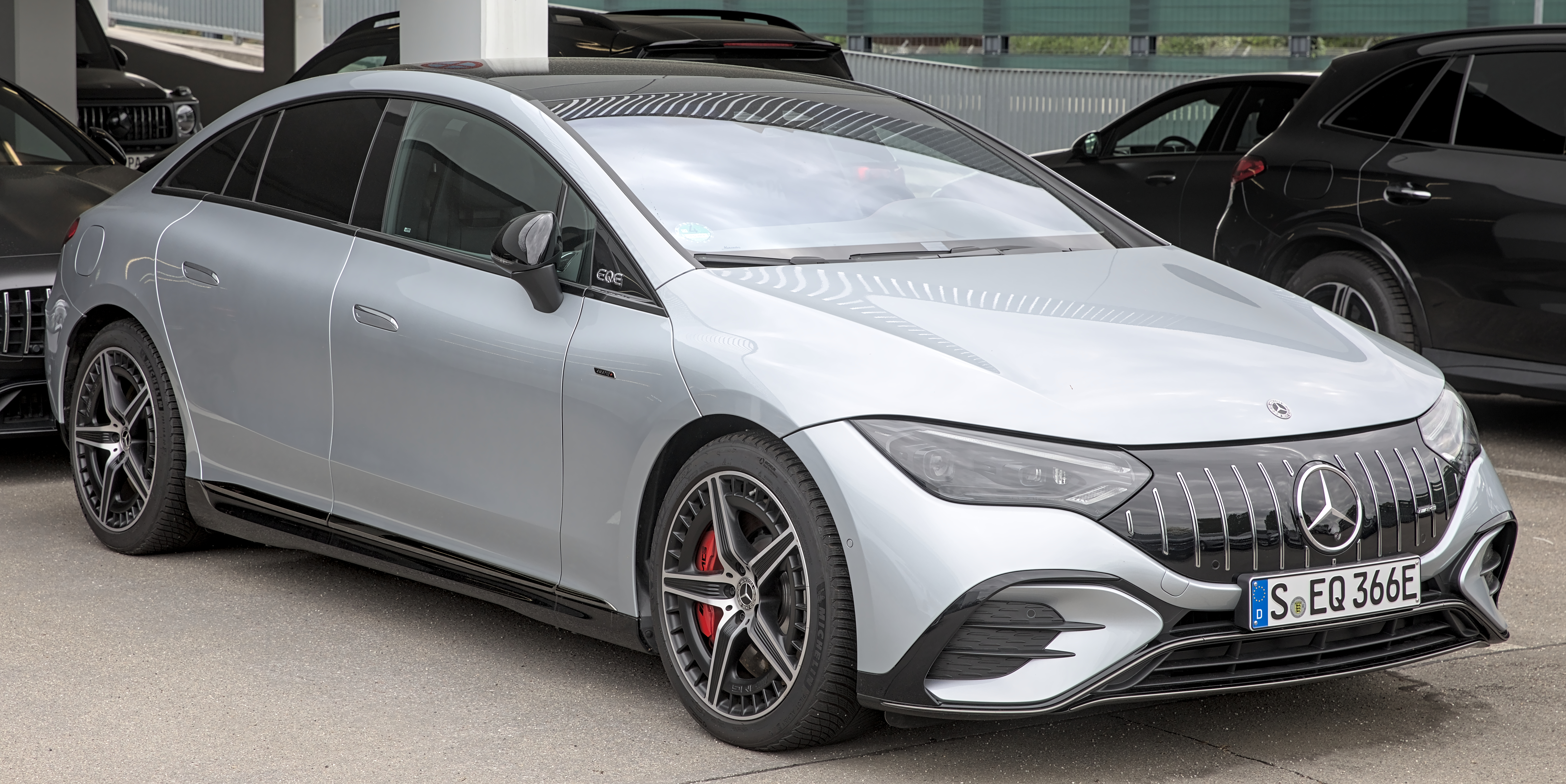
Mercedes-AMG EQE 53 (seit 2022)
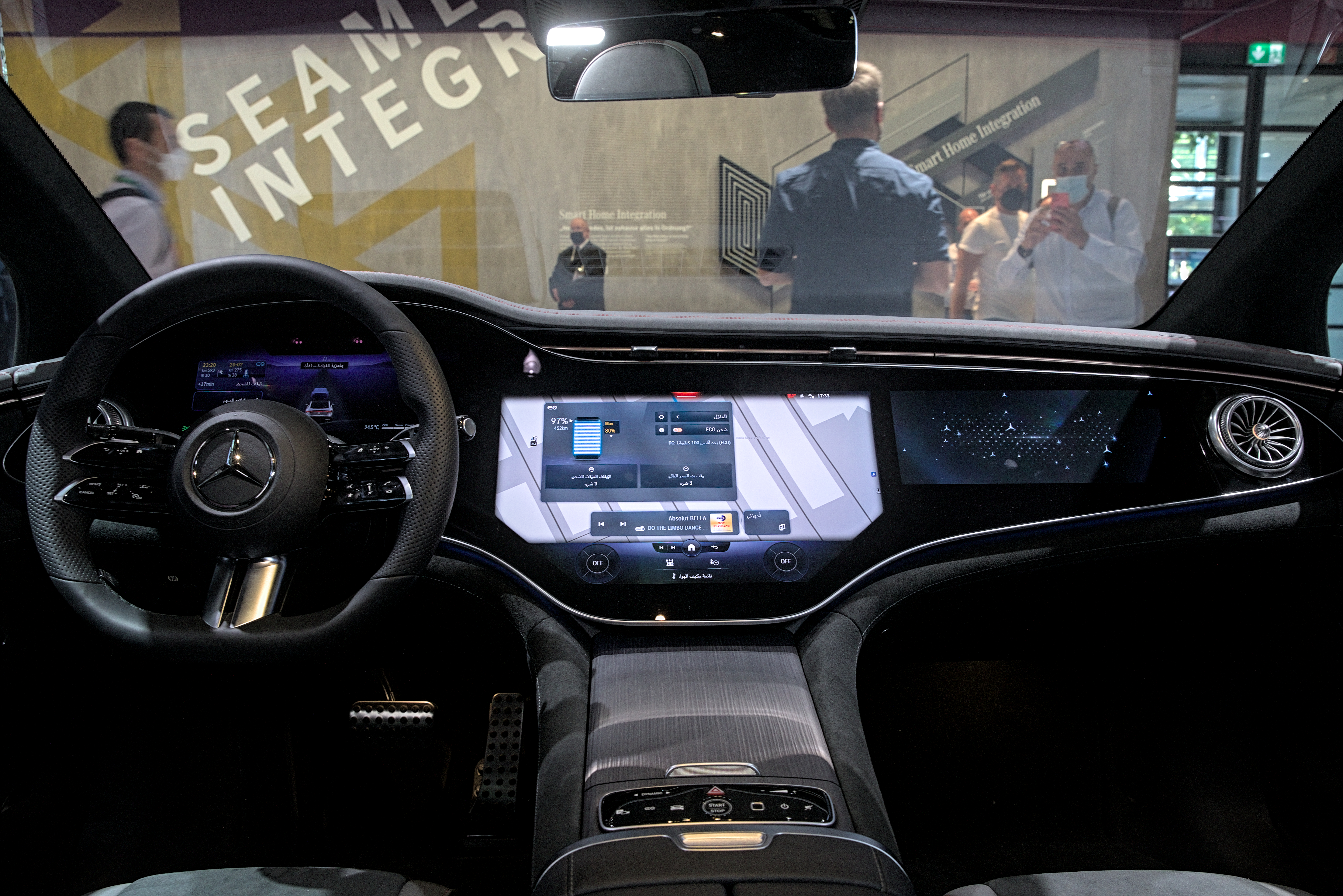
Innenansicht
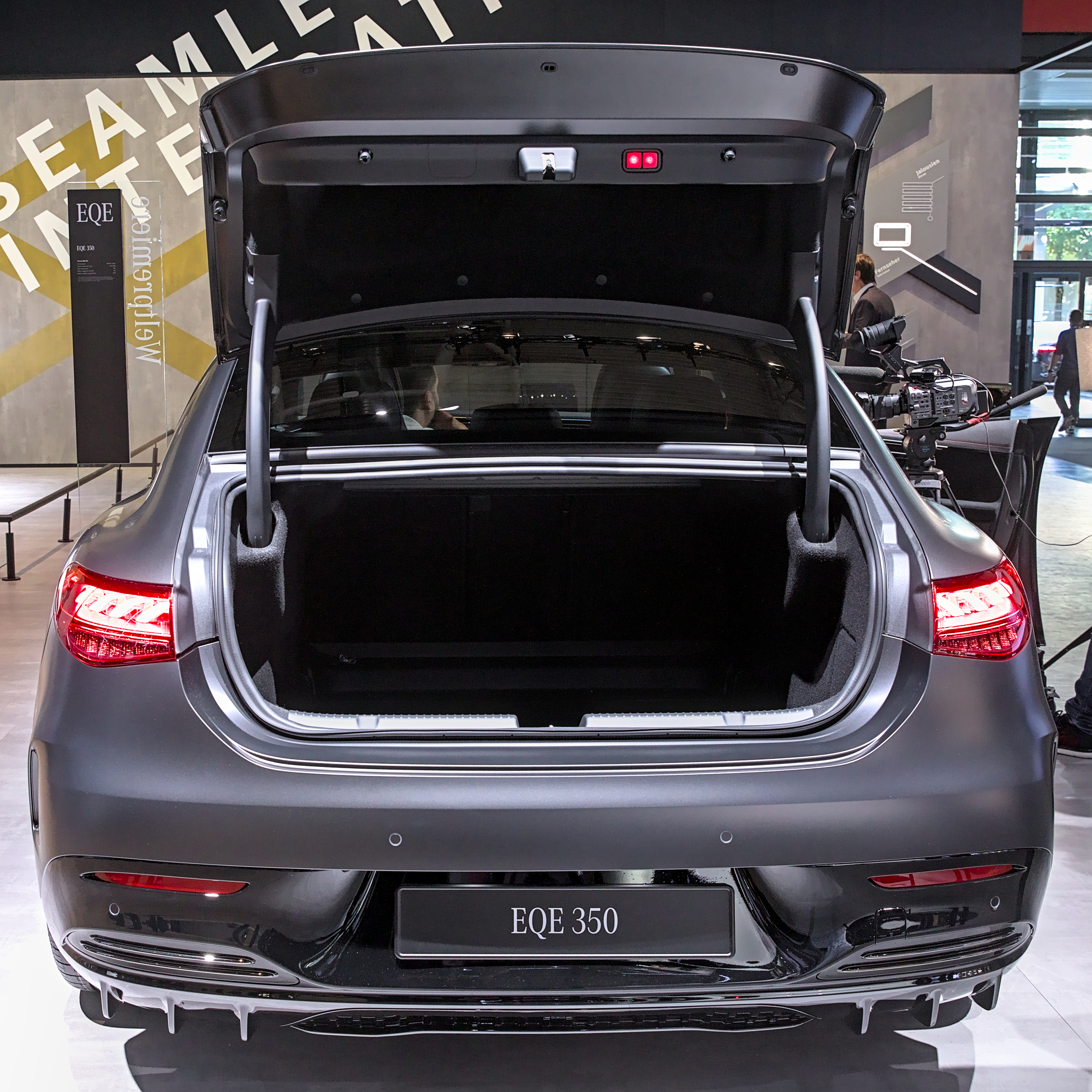
Kofferraum

## Unterschiede zum EQS
Das Fahrzeug teilt sich die technische Plattform mit dem Mercedes EQS und kann auch mit dessen vielen (optionalen) Features wie Hyperscreen oder Luftfederung ausgestattet werden. Allerdings gibt es neben den kleineren Abmessungen des EQE einige wesentliche Unterschiede. Der EQE hat:
- eine feste Heckscheibe und Kofferraumdeckel statt einer großen Heckklappe
- eine maximale Akkugröße von 96 kWh
- kein Leuchtenband an der Front
- zwei Produktionsstandorte: Bremen (für den Weltmarkt) und Peking (für China).[6]

## Sicherheit
Im Herbst 2022 wurde der EQE vom Euro NCAP auf die Fahrzeugsicherheit getestet. Er erhielt fünf von fünf möglichen Sternen.

## Technische Daten
|                                                | EQE 280 (1)                             | EQE 300                                 | EQE 300                                 | EQE 300                                 | EQE 350                                 | EQE 350 4Matic                          | EQE 350 4Matic                          | EQE 350 4Matic                          | EQE 350 4Matic                          | EQE 350+                                | EQE 350+                                | EQE 350+                                | EQE 500 4Matic                          | EQE 500 4Matic                          | AMG EQE 43 4Matic                       | AMG EQE 53 4Matic+                      | AMG EQE 53 4Matic+ Dynamic Plus         |
| ---------------------------------------------- | --------------------------------------- | --------------------------------------- | --------------------------------------- | --------------------------------------- | --------------------------------------- | --------------------------------------- | --------------------------------------- | --------------------------------------- | --------------------------------------- | --------------------------------------- | --------------------------------------- | --------------------------------------- | --------------------------------------- | --------------------------------------- | --------------------------------------- | --------------------------------------- | --------------------------------------- |
| Bauzeitraum                                    | seit 02/2025                            | 07/2022–11/2024                         | 11/2024–04/2025                         | seit 04/2025                            | 07/2022–05/2024                         | 04/2023–05/2024                         | 07/2022–04/2023                         | 05/2024–04/2025                         | seit 04/2025                            | 03/2022–07/2022                         | 04/2024–04/2025                         | seit 04/2025                            | 07/2022–04/2025                         | seit 04/2025                            | 03/2022–04/2025                         | seit 07/2022                            | seit 07/2022                            |
| Motorkenndaten                                 |                                         |                                         |                                         |                                         |                                         |                                         |                                         |                                         |                                         |                                         |                                         |                                         |                                         |                                         |                                         |                                         |                                         |
| Motortyp                                       | Elektromotor hinten                     | Elektromotor hinten                     | Elektromotor hinten                     | Elektromotor hinten                     | Elektromotor hinten                     | Elektromotor vorne und hinten           | Elektromotor vorne und hinten           | Elektromotor vorne und hinten           | Elektromotor vorne und hinten           | Elektromotor hinten                     | Elektromotor hinten                     | Elektromotor hinten                     | Elektromotor vorne und hinten           | Elektromotor vorne und hinten           | Elektromotor vorne und hinten           | Elektromotor vorne und hinten           | Elektromotor vorne und hinten           |
| Motorbauart                                    | permanentmagneterregte Synchronmaschine | permanentmagneterregte Synchronmaschine | permanentmagneterregte Synchronmaschine | permanentmagneterregte Synchronmaschine | permanentmagneterregte Synchronmaschine | permanentmagneterregte Synchronmaschine | permanentmagneterregte Synchronmaschine | permanentmagneterregte Synchronmaschine | permanentmagneterregte Synchronmaschine | permanentmagneterregte Synchronmaschine | permanentmagneterregte Synchronmaschine | permanentmagneterregte Synchronmaschine | permanentmagneterregte Synchronmaschine | permanentmagneterregte Synchronmaschine | permanentmagneterregte Synchronmaschine | permanentmagneterregte Synchronmaschine | permanentmagneterregte Synchronmaschine |
| max. Leistung                                  | 160 kW (218 PS)                         | 180 kW (245 PS)                         | 180 kW (245 PS)                         | 195 kW (265 PS)                         | 215 kW (292 PS)                         | 215 kW (292 PS)                         | 215 kW (292 PS)                         | 215 kW (292 PS)                         | 235 kW (320 PS)                         | 215 kW (292 PS)                         | 215 kW (292 PS)                         | 235 kW (320 PS)                         | 300 kW (408 PS)                         | 330 kW (449 PS)                         | 350 kW (476 PS)                         | 460 kW (626 PS)                         | 505 kW (687 PS)                         |
| max. Drehmoment                                | 550 Nm                                  | 550 Nm                                  | 550 Nm                                  | 550 Nm                                  | 565 Nm                                  | 765 Nm                                  | 765 Nm                                  | 765 Nm                                  | 765 Nm                                  | 565 Nm                                  | 565 Nm                                  | 565 Nm                                  | 858 Nm                                  | 858 Nm                                  | 858 Nm                                  | 950 Nm                                  | 1000 Nm                                 |
| Kraftübertragung                               |                                         |                                         |                                         |                                         |                                         |                                         |                                         |                                         |                                         |                                         |                                         |                                         |                                         |                                         |                                         |                                         |                                         |
| Antrieb                                        | Heckantrieb                             | Heckantrieb                             | Heckantrieb                             | Heckantrieb                             | Heckantrieb                             | Allradantrieb                           | Allradantrieb                           | Allradantrieb                           | Allradantrieb                           | Heckantrieb                             | Heckantrieb                             | Heckantrieb                             | Allradantrieb                           | Allradantrieb                           | Allradantrieb                           | Allradantrieb                           | Allradantrieb                           |
| Getriebe                                       | Eingang-Getriebe                        | Eingang-Getriebe                        | Eingang-Getriebe                        | Eingang-Getriebe                        | Eingang-Getriebe                        | Eingang-Getriebe                        | Eingang-Getriebe                        | Eingang-Getriebe                        | Eingang-Getriebe                        | Eingang-Getriebe                        | Eingang-Getriebe                        | Eingang-Getriebe                        | Eingang-Getriebe                        | Eingang-Getriebe                        | Eingang-Getriebe                        | Eingang-Getriebe                        | Eingang-Getriebe                        |
| Antriebsbatterie                               |                                         |                                         |                                         |                                         |                                         |                                         |                                         |                                         |                                         |                                         |                                         |                                         |                                         |                                         |                                         |                                         |                                         |
| Zellchemie                                     | Nickel-Mangan-Cobalt-Akkumulator (NMC)  | Nickel-Mangan-Cobalt-Akkumulator (NMC)  | Nickel-Mangan-Cobalt-Akkumulator (NMC)  | Nickel-Mangan-Cobalt-Akkumulator (NMC)  | Nickel-Mangan-Cobalt-Akkumulator (NMC)  | Nickel-Mangan-Cobalt-Akkumulator (NMC)  | Nickel-Mangan-Cobalt-Akkumulator (NMC)  | Nickel-Mangan-Cobalt-Akkumulator (NMC)  | Nickel-Mangan-Cobalt-Akkumulator (NMC)  | Nickel-Mangan-Cobalt-Akkumulator (NMC)  | Nickel-Mangan-Cobalt-Akkumulator (NMC)  | Nickel-Mangan-Cobalt-Akkumulator (NMC)  | Nickel-Mangan-Cobalt-Akkumulator (NMC)  | Nickel-Mangan-Cobalt-Akkumulator (NMC)  | Nickel-Mangan-Cobalt-Akkumulator (NMC)  | Nickel-Mangan-Cobalt-Akkumulator (NMC)  | Nickel-Mangan-Cobalt-Akkumulator (NMC)  |
| Energieinhalt                                  | 90,6 kWh                                | 89,0 kWh                                | 90,6 kWh                                | 90,6 kWh                                | 89,0 kWh                                | 89,0 kWh                                | 90,6 kWh                                | 90,6 kWh                                | 90,6 kWh                                | 90,6 kWh                                | 96,0 kWh                                | 96,0 kWh                                | 90,6 kWh                                | 90,6 kWh                                | 90,6 kWh                                | 90,6 kWh                                | 90,6 kWh                                |
| Messwerte                                      |                                         |                                         |                                         |                                         |                                         |                                         |                                         |                                         |                                         |                                         |                                         |                                         |                                         |                                         |                                         |                                         |                                         |
| Leergewicht                                    | 2375 kg                                 | 2385–2405 kg                            | 2375 kg                                 | 2375 kg                                 | 2385–2405 kg                            | 2510 kg                                 | 2465 kg                                 | 2475 kg                                 | 2475 kg                                 | 2355 kg                                 | 2415 kg                                 | 2415 kg                                 | 2475 kg                                 | 2490 kg                                 | 2525–2535 kg                            | 2525–2540 kg                            | 2525–2540 kg                            |
| Max. Zuladung                                  | 600 kg                                  | 490–495 kg                              | 600 kg                                  | 600 kg                                  | 490–495 kg                              | 470 kg                                  | 505 kg                                  | 560 kg                                  | 560 kg                                  | 525 kg                                  | 560 kg                                  | 560 kg                                  | 495 kg                                  | 545 kg                                  | 560–570 kg                              | 555–570 kg                              | 555–570 kg                              |
| Höchstgeschwindigkeit                          | 210 km/h (2)                            | 210 km/h (2)                            | 210 km/h (2)                            | 210 km/h (2)                            | 210 km/h (2)                            | 210 km/h (2)                            | 210 km/h (2)                            | 210 km/h (2)                            | 210 km/h (2)                            | 210 km/h (2)                            | 210 km/h (2)                            | 210 km/h (2)                            | 210 km/h (2)                            | 210 km/h (2)                            | 210 km/h (2)                            | 220 km/h (2)                            | 240 km/h (2)                            |
| Beschleunigung, 0–100 km/h                     | 8,0 s                                   | 7,3 s                                   | 7,3 s                                   | 6,9 s                                   | 6,4 s                                   | 6,3 s                                   | 6,3 s                                   | 6,3 s                                   | 5,9 s                                   | 6,4 s                                   | 6,5 s                                   | 6,1 s                                   | 4,7 s                                   | 4,4 s                                   | 4,2 s                                   | 3,5 s                                   | 3,3 s                                   |
| Energieverbrauch auf 100 km (WLTP, kombiniert) | 17,1 kWh                                | 16,0–19,5 kWh                           | 15,8–19,3 kWh                           | 15,8–19,3 kWh                           | 16,0–19,5 kWh                           | 17,0–19,7 kWh                           | 17,5–20,8 kWh                           | 16,7–20,2 kWh                           | 16,7–20,6 kWh                           | 15,9–18,7 kWh                           | 16,0–19,1 kWh                           | 16,0–19,5 kWh                           | 16,8–20,9 kWh                           | 16,8–20,6 kWh                           | 19,6–23,7 kWh                           | 20,2–22,9 kWh                           | 20,2–22,9 kWh                           |
| Max. Ladeleistung (AC)                         | 11 kW (22 kW optional)                  | 11 kW (22 kW optional)                  | 11 kW (22 kW optional)                  | 11 kW (22 kW optional)                  | 11 kW (22 kW optional)                  | 11 kW (22 kW optional)                  | 11 kW (22 kW optional)                  | 11 kW (22 kW optional)                  | 11 kW (22 kW optional)                  | 11 kW (22 kW optional)                  | 11 kW (22 kW optional)                  | 11 kW (22 kW optional)                  | 11 kW (22 kW optional)                  | 11 kW (22 kW optional)                  | 11 kW (22 kW optional)                  | 11 kW (22 kW optional)                  | 11 kW (22 kW optional)                  |
| Max. Ladeleistung (DC)                         | 170 kW                                  | 170 kW                                  | 170 kW                                  | 170 kW                                  | 170 kW                                  | 170 kW                                  | 170 kW                                  | 170 kW                                  | 170 kW                                  | 170 kW                                  | 170 kW                                  | 170 kW                                  | 170 kW                                  | 170 kW                                  | 170 kW                                  | 170 kW                                  | 170 kW                                  |
| Reichweite nach WLTP                           | 622 km                                  | 532–639 km                              | 549–666 km                              | 549–666 km                              | 532–639 km                              | 530–614 km                              | 507–597 km                              | 523–627 km                              | 512–627 km                              | 567–654 km                              | 586–693 km                              | 574–693 km                              | 505–620 km                              | 511–624 km                              | 438–534 km                              | 442–526 km                              | 442–526 km                              |